# Sharon Monplaisir
Sharon Mary Monplaisir (New York, 3 novembre 1960) è un'ex schermitrice statunitense.

## Biografia
È la moglie del pentatleta Michael Gostigian.
Ha partecipato ai Giochi della XXIII Olimpiade di Los Angeles nel 1984, ai Giochi della XXIV Olimpiade di Seul nel 1988 ed ai Giochi della XXV Olimpiade di Barcellona nel 1992.

## Palmarès
In carriera ha conseguito i seguenti risultati:
- Giochi Panamericani:

Indianapolis 1987: oro nel fioretto a squadre.
L'Avana 1991: oro nel fioretto a squadre.